# 程日華
程日华（？—788年），本名程华，定州安喜县（今河北省定州市）人，唐朝沧州横海军节度使。
程日华年轻时事奉史思明，后来作为成德节度使李宝臣部下张孝忠的牙将。张孝忠归唐，派他知沧州事。建中三年（782年），朱滔、王武俊反唐。程华屯兵河间，朱滔、王武俊都劝他一起反唐，程日华不从。朱滔、王武俊于是率兵围城想要攻取，坚城自守。程华以沧州归唐，唐德宗以程华抗朱滔、王武俊功，置横海军，授沧州刺史、横海军节度使，赐名日华。贞元四年（788年），加检校工部尚书、御史大夫，不久去世。其子程怀直、程怀信、程怀信之子程执恭，先后继任横海军节度使。

## 延伸阅读
[在维基数据编辑]
 《舊唐書·卷143》，出自刘昫《舊唐書》
 《新唐書·卷213》，出自《新唐書》